# Naughty Dog
Naughty Dog, LLC is een Amerikaans computerspelontwikkelaar, gesticht door Andy Gavin en Jason Rubin in 1984, in Santa Monica, Californië. Het bedrijf is in 2001 overgenomen door Sony.
Het bedrijf staat bekend om zijn platformspellen, waaronder de Crash Bandicoot-, Jak and Daxter-, Uncharted- en The Last of Us-series.

## Geschiedenis
Naughty Dog werd gesticht in 1984 onder de naam "JAM Software". Andy Gavin en Jason Rubin, die toen 16 jaar oud waren, hadden hun eerste spel gepubliceerd: Ski Crazed voor de 8-bit Apple II. In 1989 ontwikkelden ze het spel Keef the Thief voor de Apple IIgs en veranderden hun naam naar Naughty Dog.
In het begin van de jaren 90 begon Naughty Dog met het schrijven van software voor spelcomputers, waaronder de Mega Drive en de 3DO. In diezelfde periode stapten ze over naar de PlayStation 2, waar het bedrijf bekend werd met hun spellen.

## Computerspellen
| Uitgebracht      | Titel                                   | Platform                    |
| ---------------- | --------------------------------------- | --------------------------- |
| 1985             | Math Jam                                | Apple II                    |
| 1986             | Ski Crazed                              | Apple II                    |
| 1987             | Dream Zone                              | Apple IIgs Amiga DOS        |
| 1989             | Keef the Thief                          | Apple IIgs Amiga DOS        |
| 1991             | Rings of Power                          | Sega Genesis                |
| 1994             | Way of the Warrior                      | 3DO Interactive Multiplayer |
| November 1996    | Crash Bandicoot                         | PlayStation                 |
| December 1997    | Crash Bandicoot 2: Cortex Strikes Back  | PlayStation                 |
| December 1998    | Crash Bandicoot 3: Warped               | PlayStation                 |
| 21 oktober 1999  | Crash Team Racing                       | PlayStation                 |
| 7 december 2001  | Jak and Daxter: The Precursor Legacy    | PlayStation 2               |
| 17 oktober 2003  | Jak II (Renegade)                       | PlayStation 2               |
| 26 november 2004 | Jak 3                                   | PlayStation 2               |
| 4 november 2005  | Jak X: Combat Racing                    | PlayStation 2               |
| 7 december 2007  | Uncharted: Drake's Fortune              | PlayStation 3               |
| 16 oktober 2009  | Uncharted 2: Among Thieves              | PlayStation 3               |
| 2 november 2011  | Uncharted 3: Drake's Deception          | PlayStation 3               |
| 14 juni 2013     | The Last of Us                          | PlayStation 3               |
| 29 juli 2014     | The Last of Us Remastered               | PlayStation 4               |
| 9 oktober 2015   | Uncharted: The Nathan Drake Collection  | PlayStation 4               |
| 10 mei 2016      | Uncharted 4: A Thief's End              | PlayStation 4               |
| 23 augustus 2017 | Uncharted: The Lost Legacy              | PlayStation 4               |
| 19 juni 2020     | The Last of Us Part II                  | PlayStation 4               |
| 28 januari 2022  | Uncharted: Legacy of Thieves Collection | PlayStation 5, Windows      |
| 2 september 2022 | The Last of Us Part I                   | PlayStation 5, Windows      |
| 19 januari 2024  | The Last of Us Part II Remastered       | PlayStation 5, Windows      |
|                  | Intergalactic: The Heretic Prophet      | PlayStation 5               |